# Cosma Manera
Cosma Manera (Asti, 15 giugno 1876 – Rivalta di Torino, 25 febbraio 1958) è stato un militare italiano.
Maggiore dell'Arma dei Carabinieri, tra il 1916 e il 1920 venne incaricato di salvare circa 10 000 soldati austriaci italofoni, originari dei territori irredenti che allo scoppio della prima guerra mondiale erano sotto dominio austro-ungarico e che erano stati fatti prigionieri dall'esercito zarista o bloccati in seguito alla rivoluzione comunista. Dopo aver lottato contro il freddo dell'inverno siberiano, la spedizione riuscì a tornare in Italia.

## Biografia

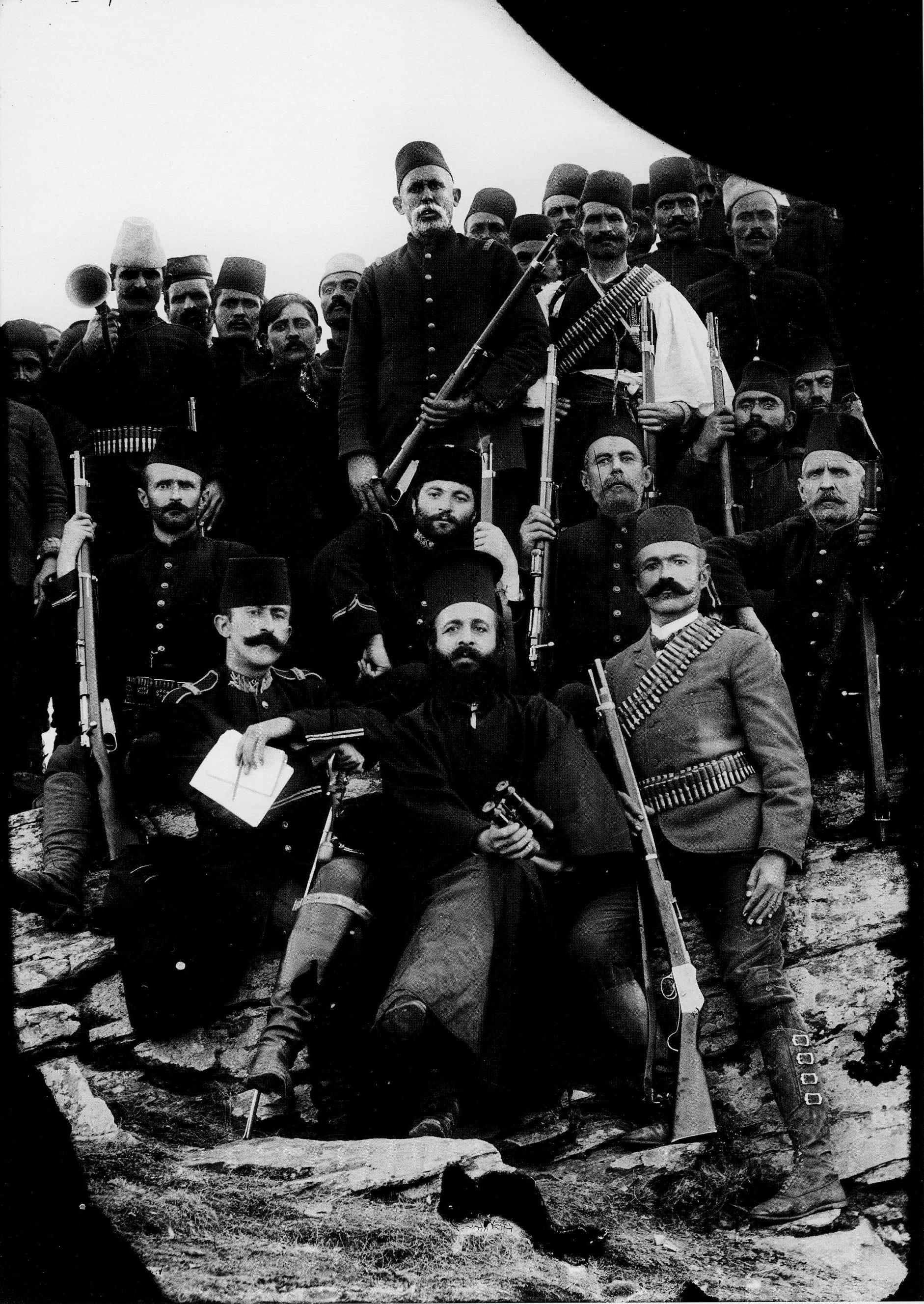
Il vescovo di Kastoria, Germanos Karavangelis, circondato da ufficiali e soldati turchi, organizzati da Cosma Manera

Figlio del generale di divisione dei reali carabinieri Ferdinando Manera e di Delfina Ruggero, a undici anni entrò nel Collegio Militare di Milano, dove apprese molte lingue straniere (francese, inglese, tedesco, greco, turco, bulgaro, serbo e russo) e in séguito fu ammesso all'Accademia di Modena. A 18 anni fu trasferito a Catania come sottotenente di fanteria e, grazie alla sua abilità nelle lingue, nel 1899 venne inviato a Creta al seguito del 2º Battaglione del 93º Fanteria, con il grado di tenente, per seguire da vicino la situazione successiva alla guerra greco-turca.
Nel 1901 passò nell'Arma dei Carabinieri Reali e fu destinato alla legione di Palermo e in seguito a Verona. Dopo essere stato posto a disposizione del Ministero degli affari esteri, nel 1904 fu inviato in Macedonia con una missione italiana per riorganizzare la Gendarmeria, in cui fece arruolare 1 400 soldati (di etnia albanese, slava e greco-arvanita) musulmani e ortodossi per mantenere l'ordine pubblico. Pur essendo stato capace di instaurare una pacifica convivenza fra la popolazione di diverse religioni, venne rapito e condannato a morte da una tribù ortodossa locale; per sua fortuna però venne graziato dal capotribù, che anch'egli si chiamava Cosma, ancora una volta grazie alla sua conoscenza della lingua autoctona e ai suoi modi gentili. Rientrato in Italia, fu nominato referente per le questioni macedoni e rappresentante italiano nel Comitato Balcanico a Londra nel 1906. Il 5 agosto 1908 tornò nei ruoli di provenienza e destinato alla Legione Allievi. Promosso a capitano nel 1911, da febbraio a luglio 1913 fu inviato in missione in Albania e in seguito a Berlino per migliorare la sua conoscenza del tedesco. In seguito viene inviato in Russia per la sua prima missione alla Corte Imperiale dello zar.
Allo scoppio della prima guerra mondiale, Manera tornò in Italia per organizzare nel Cadore la sorveglianza militare delle linee ferroviarie nelle retrovie del fronte italiano.
Dopo una breve missione a Bengasi, nel 1916 venne inviato nuovamente in Russia, per partecipare alla missione comandata dal colonnello di Stato Maggiore dell'Esercito Achille Bassignano per la ricerca e il rimpatrio di circa 20 000 soldati austro-ungarici di etnia italiana, prigionieri di guerra o dispersi in Russia, tra la Siberia e il Turkestan. Giunto a Pietroburgo via mare, Manera proseguì verso il Mar Bianco, dove trovò 4 000 prigionieri trentini, friulani, giuliani e istriani lungo la costa della baia della Dvina ad Arcangelo: nel marzo 1917 noleggiò dall'esercito inglese un piroscafo austroungarico confiscato su cui imbarcò per il rimpatrio i primi 1 700 militari italiani.

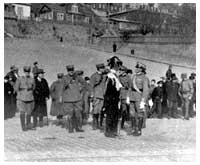
Cerimonia alla presenza del maggiore Cosma Manera e di alcuni ufficiali della Missione Militare Italiana in Siberia (Kirsanov, 1917)

Dopo essere stato a Mosca, nel luglio 1917 Manera riuscì a trovare 57 ufficiali e 2 600 uomini nel campo di concentramento di Kirsanov. A seguito della rivoluzione d'ottobre, la situazione degli stranieri in Russia si fece pericolosa a causa della propaganda bolscevica e filoalemanna, cosicché gli uomini di Manera furono costretti a scappare verso la Siberia. Trovato un accordo con il capostazione di Čeljabinsk, Manera riuscì a far agganciare a ogni treno in transito un carro merci con 50 soldati italiani a bordo. Nel dicembre del 1917 giunsero così a Krasnojarsk circa 4 000 soldati italiani, che vennero in seguito riaddestrati militarmente e riorganizzati in quattro compagnie composte ognuna di tre plotoni. Grazie all'iniziativa della marchesa trentina Gemma Guerrieri Gonzaga, arrivarono i rifornimenti necessari per la difesa. Raggiunta Vladivostok, Manera tentò invano di organizzare un rimpatrio via mare, senza esito, riuscendo però a farsi mettere a disposizione alcuni treni per raggiungere la concessione italiana di Tientsin in Cina. Sistemati gli uomini in diverse località della Manciuria (Harbin e Lao Shou Gou) e a Pechino, nel febbraio 1918 Manera si mise in contatto con il movimento russo di controrivoluzione e il mese successivo organizzò la cosiddetta Legione Redenta di Siberia, pronta a intervenire in Russia o Siberia in caso di attacco alleato. Nello stesso mese Manera divenne addetto militare dell'ambasciata italiana a Tokyo, pur rimanendo a Pechino.
Dopo il trattato di Brest-Litovsk (marzo 1918), Manera partecipò allo sbarco interalleato nella penisola di Kola, pianificato per impedire ai tedeschi di impadronirsi del materiale bellico abbandonato dopo la rivoluzione comunista. Il 6 settembre consegnò il Battaglione Volontario degli Irredenti al colonnello Gustavo Fassini-Camossi, comandante del Corpo di spedizione in Estremo Oriente partito da Napoli a luglio, e si trasferì a Tokyo. In seguito si recò diverse volte a Vladivostok, da dove organizzò una nuova missione di ricerca e salvataggio di militari italiani dispersi in Russia: riuscì a trovare 1 700 uomini, stanchi e malandati, che organizzò in otto compagnie e un reparto di "prigionieri di guerra" (composto da italo-austriaci che non avevano giurato fedeltà al Regno d'Italia), che continuarono l'attività militare in Siberia.

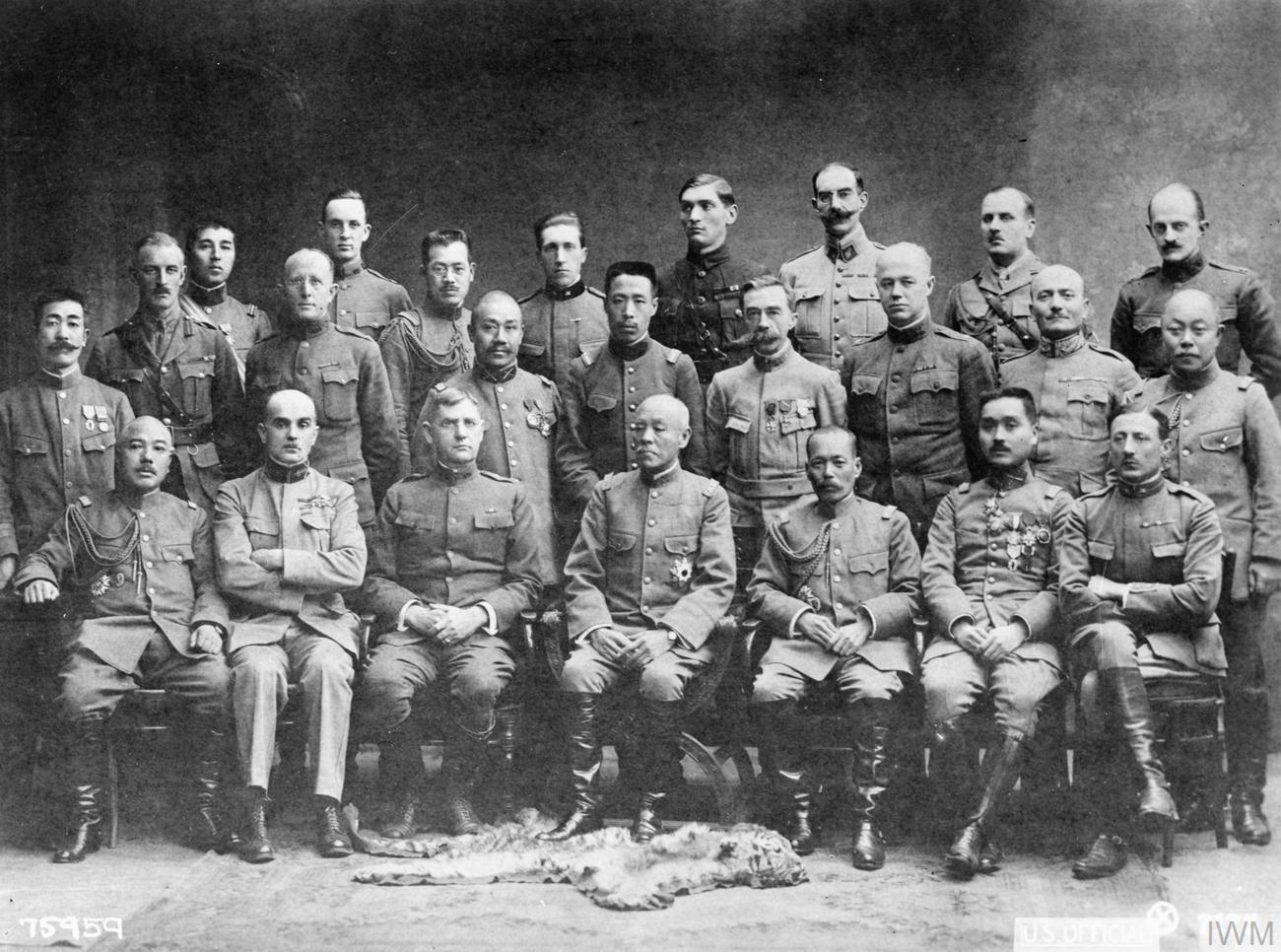
Manera (secondo da destra nella fila centrale) ritratto con comandanti e ufficiali della missione alleata in Siberia

Nel febbraio 1920 Manera lasciò Vladivostok a bordo di tre navi mercantili americane e, dopo essersi fermato in Egitto e sul Mar Rosso, giunse finalmente a Trieste dopo due mesi di viaggio. Famoso come "Padre degli Irredenti", venne promosso a tenente colonnello. Già dopo alcuni mesi, su ordine del Presidente del Consiglio, fu inviato a Batum, sul Mar Nero, dove organizzò le ricerche di altri dispersi italiani in Ungheria, Bulgaria e Romania.
Nell'agosto del 1921 tornò a Roma, dove venne assegnato al Battaglione mobile dei Carabinieri Reali, prestando poi servizio nelle Legioni di Salerno, Roma e Ancona.
Il 30 aprile 1923 sposò Amelia Maria Pozzolo, da cui ebbe due figlie. Lo stesso anno ricevette dal re l'onorificenza del collare dei santi Maurizio e Lazzaro. Dopo altre missioni in Francia, Grecia, Inghilterra, Austria, Germania, Spagna, Portogallo, Bulgaria, Cina, Egitto e Russia, il 1º aprile 1927 fu promosso a colonnello e comandante della Legione di Roma, mentre nel 1929 fu trasferito al comando della Legione di Milano. Per breve tempo indagò sull'incidente al polo nord di Umberto Nobile, ma in seguito le autorità fasciste gli revocarono l'indagine. Sventato l'attentato al re presso la fiera campionaria di Milano, venne però accusato di non essere riuscito a trovare la bomba anarchica che era scoppiata tra la folla, per cui fu mandato a dirigere la Legione di Livorno e poi quella di Bologna.
Su sua richiesta, a dicembre 1932 fu collocato in ausiliaria, mentre l'anno successivo fu promosso a generale di brigata.
Nel 1940 fu trasferito nella riserva e promosso a generale di divisione, ma data la sua scarsa simpatia al fascismo in questo periodo si occupò maggiormente della famiglia e dei bisognosi, oltre a scrivere articoli per giornali e riviste.
Morì nella sua residenza di Rivalta di Torino a 81 anni, ricevendo i solenni funerali di Stato.

## Onorificenze

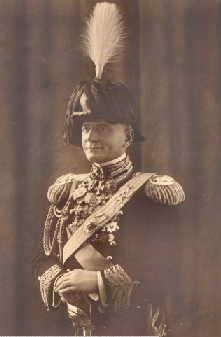
Cosma Manera in alta uniforme